# ロシア帝国独立国境警備団

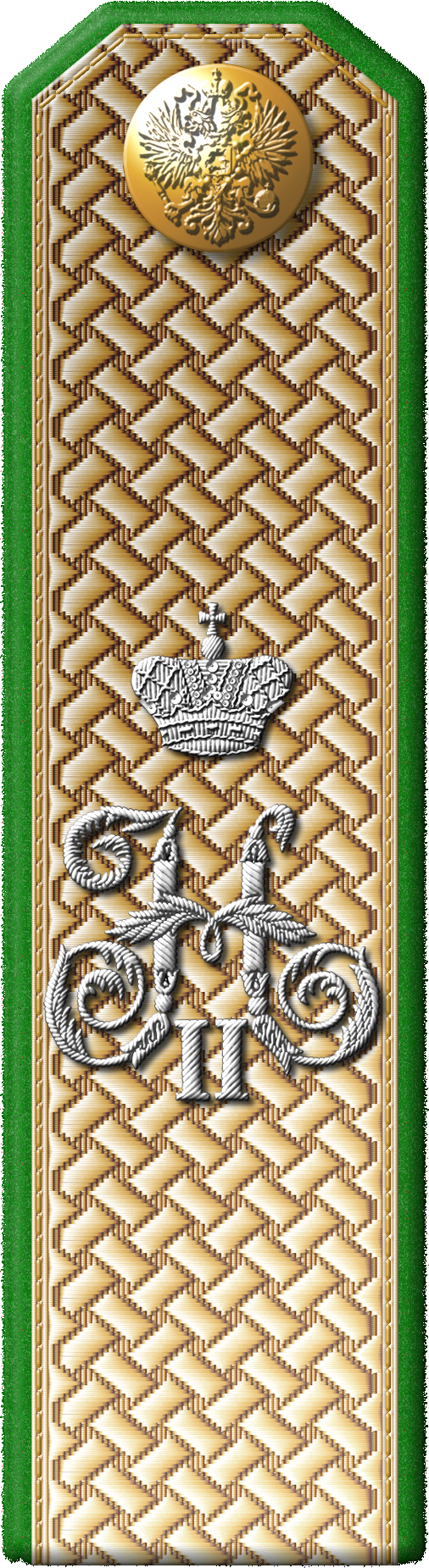
実権ある（現任）枢密議官, 国務長官 — ロシア帝国独立国境警備団の名誉連隊長 (財務大臣). 1901-1917年数の肩章. ロシア帝国独立国境警備団, 大蔵省, ロシア帝国.

ロシア帝国独立国境警備団（ろしあていこくどくりつこっきょうけいびだん。Отдельный корпус пограничной стражи；略称:ОКПС）は、ロシア帝国の国境警備隊。財務省に所属したが、構成員の大部分は軍人であった。

## 歴史
1893年10月15日、財務相セルゲイ・ヴィッテ伯爵の提案により、アレクサンドル3世が独立国境警備団の創設を命令した。国境警備団総裁にはウィッテがなり、警備団長にはアレクサンドル・スヴィニン砲兵大将が任命された。国境警備団の編成には、軍事的アプローチが取られ、管区-旅団-分遣隊-支隊-哨所の建制が確立された。
独立国境警備団は、財務省に所属し、国境警備団総裁（1914年7月13日から独立国境警備団総司令官）が指導した。国境警備団の直接の指揮は、国境警備団長が行い、軍管区長又は国防省の総局長と同格の地位を有した。国境警備団本部は、隊列局、国境監視局、兵器局、経済局の4局から成った。
1899年2月1日、少将を長とする7個国境警備管区が設置された。1900年、国境警備団の編成下には、31個旅団、2個特別分遣隊、1個小艦隊が存在し、総員36,709人（内、将校1033人）を数えた。
国境勤務は、隊列勤務（国境線の監視と監督）と諜報勤務（エージェントと部隊偵察）に分かれた。1910年には「独立国境警備団規則」、1912年には「独立国境警備団官吏勤務通達」が採択された。
第一次世界大戦勃発と共に、ザカフカーズと中央アジアの部隊を除き、全国境旅団が戦時編成に移り、国防省所属に移管された。1917年1月1日、ニコライ2世の勅令により、独立国境警備団は、独立国境団に改称された。
1917年の2月革命時、国境団本部は、革命派の兵士達によって占拠された。同年3月、国境団兵士の復員が始まり、国境団長のN.プイハチェフを含めて、二月革命に参加しなかった全将校が解任された。
1918年3月30日、財務人民委員部に国境警備総局が創設されたが、総局長のG.モカセイ＝シビンスキー中将は、革命前と同じように業務を続けた。1918年7月には、元将校の9割が局に復帰し、ロシア共産党（ボリシェヴィキ党）党員は1人もいなかった。このような態度は共産党指導部の不興を招き、国境警備総局の国境警備会議軍事委員は、彼を解任すべきとの結論を下した。その結果、1918年9月6日、モカセイ＝シビンスキーは解任された。また、国境団の解散も決定され、多くの将校は白衛軍に身を投じるか、外国に亡命することとなった。

## 歴代国境警備団長
1. アレクサンドル・スヴィニン砲兵大将（1893年 - 1908年）
2. N.プイハチェフ歩兵大将（1908年 - 1917年）
3. G.モカセイ＝シビンスキー中将（1917年 - 1918年）

## 色別章
|        | 1904—1909年数                                                       | 1904—1909年数             | 1904—1909年数         | 1904—1909年数       | 1904—1909年数       | 1904—1909年数                | 1904—1909年数                           | 1904—1909年数         | 1904—1909年数                  |
| ------ | ------------------------------------------------------------------- | ------------------------- | --------------------- | ------------------- | ------------------- | ---------------------------- | --------------------------------------- | --------------------- | ------------------------------ |
| 肩章   | 1898-1917                                                           | 1898-1917                 | 1898-1917             |                     |                     |                              |                                         |                       |                                |
| 階級   | 実権ある（現任）枢密議官, 国務長官 (Действительный тайный советник) | 中将 (Генерал- лейтенант) | 少将 (Генерал- майор) | 大佐 (Полковник)    | 中佐 (Подполковник) | 騎兵大尉 (ドイツ) (Ротмистр) | 騎兵大尉 (ドイツ) 参謀 (Штабс-ротмистр) | 中尉 (Поручик)        | 騎兵少尉 (コルネット) (Корнет) |
| 軍集団 |                                                                     | 将官 (Генералы)           | 将官 (Генералы)       | 佐官 (Штаб-офицеры) | 佐官 (Штаб-офицеры) | 准士官 (Обер-офицеры)        | 准士官 (Обер-офицеры)                   | 准士官 (Обер-офицеры) | 准士官 (Обер-офицеры)          |

|            |                                    |                                    |                              |                   |                  |
| 肩章       |                                    |                                    |                              |                   |                  |
|            |                                    |                                    |                              |                   |                  |
| 軍隊の階級 | 軍曹 (一等軍曹) (Старший вахмистр) | 軍曹 (二等軍曹) (Младший вахмистр) | 伍長 (下士官) (Унтер-офицер) | 上等兵 (Ефрейтор) | 二等兵 (Рядовой) |
| 軍集団     | 尉官 (Унтер-офицеры)               | 尉官 (Унтер-офицеры)               | 尉官 (Унтер-офицеры)         | 兵 (Рядовые)      | 兵 (Рядовые)     |